# Радьков, Дмитрий Александрович
Дмитрий Александрович Радьков (12 августа 1981) — белорусский футболист, защитник, спортивный функционер.

## Биография
Воспитанник могилёвского футбола. Дебютировал во взрослом футболе в 16-летнем возрасте, сыграв один матч в высшей лиге Беларуси за «Торпедо-Кадино». Следующие полтора сезона провёл в первой лиге в клубе «Вейно-Днепр», а затем присоединился к сильнейшему клубу города — «Днепру», но долгое время не мог закрепиться в основном составе. Вызывался в молодёжную сборную Беларуси, но в официальных матчах не играл.
В ходе сезона 2003 года перешёл в «Неман» (Гродно), где стал игроком основы. За три с половиной сезона сыграл 89 матчей в высшей лиге, также принял участие в двух играх Кубка УЕФА. В конце 2006 года был на просмотре в российском клубе «Луч-Энергия». В 2007 году перешёл в «Нафтан», однако провёл только 3 матча в первом сезоне, а в 2008 году выступал за дубль.
В 2009 году перешёл в «Спартак» (Шклов), клуб по окончании сезона вылетел из первой лиги во вторую и на следующий год не смог вернуться обратно, заняв место в нижней половине таблицы. После этого футболист завершил профессиональную карьеру и стал играть в первенстве Могилёвской области. Был капитаном команды «Горки», обладатель ряда региональных наград, в том числе Кубка области 2012 года. В 2018 году в составе «Горок», получивших профессиональный статус, провёл сезон во второй лиге.
Всего в высшей лиге Беларуси сыграл 129 матчей.
В конце 2010-х годов работал директором СДЮШОР № 7 г. Могилёва, одновременно был генеральным директором женской команды «Надежда-СДЮШОР № 7». В начале 2020 года стал директором могилёвского «Днепра», возрождённого на базе СДЮШОР № 7, однако вскоре был переведён на должность заместителя директора клуба.

## Личная жизнь
Брат Артём (род. 1985) тоже в прошлом футболист, выступал за сборную Беларуси.